# Peter Lalor
Peter Fintan Lalor, né le 5 février 1827 dans le comté de Laois, en Irlande, et mort le 9 février 1889 à Richmond, en Australie, est un rebelle australo-irlandais et, plus tard, un homme politique qui s’est rendu célèbre pour son rôle de premier plan dans la rébellion Eureka, un événement controversé identifié à la « naissance de la démocratie » en Australie. 
Il est célèbre pour être le seul hors-la-loi à avoir été élu au parlement. 

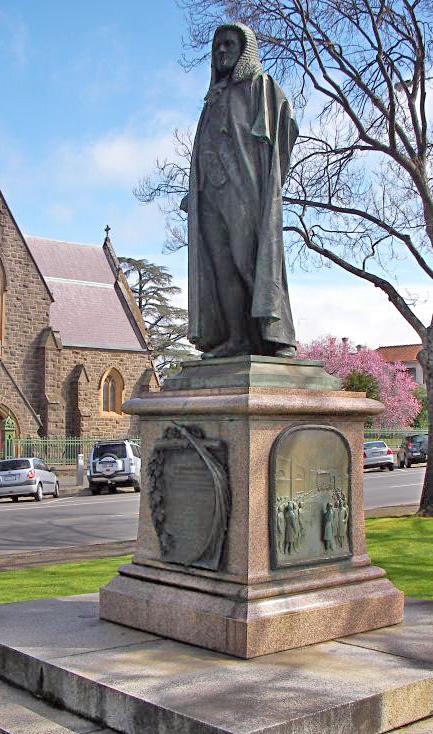
Statue de Peter Lalor dans les Sturt Street Gardens à Ballarat.